# Angatupyry
Angatupyry, na mitologia guarani, é o espírito do bem criado por Tupã. Juntamente com Tau (espírito do mal), orientam Rupavé e Sypavé (pai e mãe da humanidade, respectivamente) e seus descendentes (a humanidade, propriamente dita) pelos caminhos da vida .